# اموری پاسوس
اموری پاسوس (انگلیسی: Amaury Pasos؛ زادهٔ ۱۱ دسامبر ۱۹۳۵) بازیکن بسکتبال اهل برزیل است.
وی در مسابقات کشوری و بین‌المللی در مجموع برندهٔ ۶ مدال طلا، ۲ مدال نقره، ۴ مدال برنز شده‌است.